# Snettisham
Snettisham è un paese di 2 374 abitanti della contea del Norfolk, in Inghilterra.